# Pestík

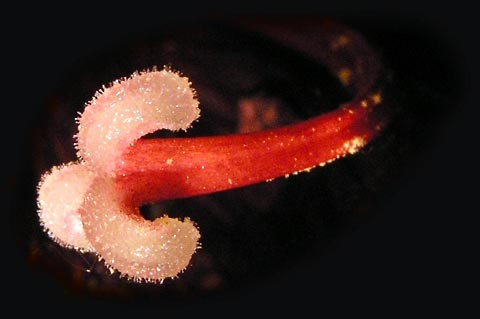
Pestík s detailním záběrem blizny

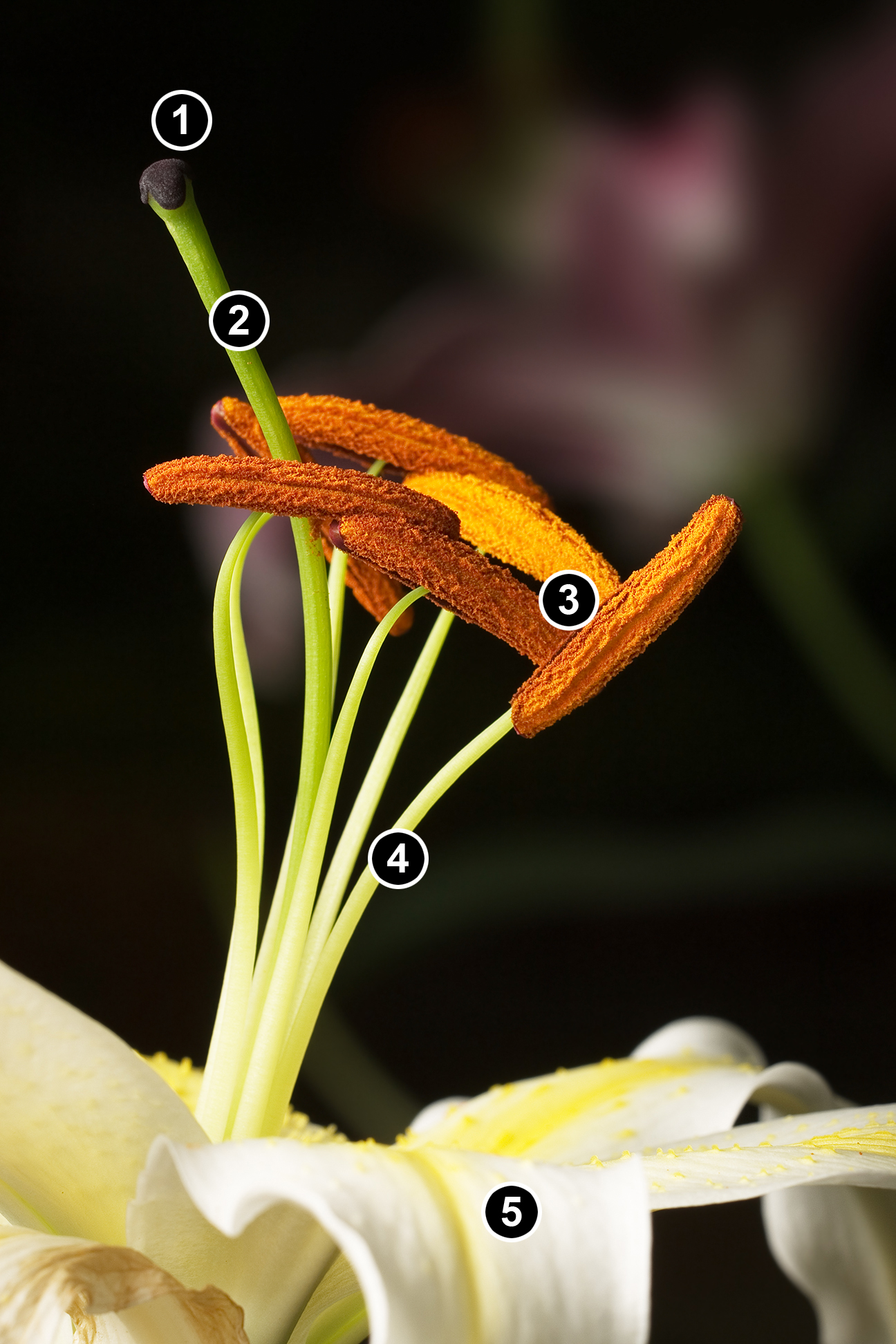
Květní části na obrázku květu lilie Lilium longiflorum: 1. blizna, 2. čnělka, 3. prašník, 4. nitka, 5. korunní lístek.
Blizna společně s čnělkou a semeníkem tvoří pestík.

Pestík (pistillum) je samičí orgán uprostřed květu krytosemenných rostlin. Vzniká srůstem plodolistů. Sestává z blizny, čnělky a semeníku.
Blizna slouží k zachycení samčích pylových zrn. Po sprášení z pylu vyklíčí pylová láčka, která prorůstá čnělkou až k semeníku a proniká otvorem klovým k zárodečnému vaku. Láčka neroste jednoduše přímo, ale prorůstá čnělku blízko její pokožky vlnivým pohybem a nakonec se stáčí ke spodku semeníku, pak blízko lůžka prochází obal vajíčka a dosáhne uvnitř vaječné buňky. Díky růstu pylové láčky dojde ke spojení spermatické buňky s buňkou vaječnou. Jedna ze spermatických buněk oplodní vaječnou buňku, která se tím mění v diploidní zygotu, druhá oplodní diploidní centrální buňku zárodečného vaku a vznikne základ triploidního živného pletiva zárodku, endospermu.
Semeník podle postavení v květu můžeme rozlišovat na spodní, polospodní a svrchní. V květním vzorci se pestík značí G.